# Inhambane
Inhambane je grad u Mozambiku, glavni grad istoimene pokrajine. Nalazi se u istoimenom zaljevu (Baía de Inhambane), oko 400 km sjeveroistočno od Maputoa. Na drugoj je strani zaljeva noviji i gospodarski jači Maxixe.
Naselje potječe iz predkolonijalnih vremena. Zna se da su muslimanski trgovci tu dolazili još u 10. stoljeću, kako bi od mještana otkupljivali pamuk, bisere i ambru. Prva posjeta Europljana ovom području zbila se 1498. godine, kada je flota Vasca da Game pristala kako bi obnovila zalihe hrane i pića. Kako su bili dobro primljeni od lokalnog stanovništva, nazvali su naselje Terra da Boa Gente ("Zemlja dobrih ljudi"). Portugalci su istjerali Arape i ustanovili prvu stalnu trgovačku postaju 1534. godine, no svoju vlast nisu uspjeli učvrstiti sve do 18. stoljeća. Godine 1560. ovdje je osnovana prva isusovačka misija u istočnoj Africi.
Grad je u 20. stoljeću počeo nazadovati, kako je Maputo preuzimao ulogu glavne luke i trgovačkog centra. Danas stanovništvo živi od trgovine, poljoprivrede i turizma. Istočno od grada nalazi se međunarodna zračna luka. Obližnji Tofo važna je turistička destinacija, poznata po svojim plažama i brojnim ronilačkim lokalitetima.
Inhambane je 2007. imao 65.149 stanovnika.

## Vanjske poveznice

### Ostali projekti
|  | Zajednički poslužitelj ima još gradiva o temi Inhambane |